# Struthiosaurinae
De Struthiosaurinae zijn een groep plantenetende ornithischische dinosauriërs, behorende tot de Ankylosauria.
In 2013 kwam James Kirkland tot de conclusie dat Struthiosaurus samen met Hungarosaurus, Anoplosaurus en Europelta een monofyletische afstammingsgroep vormde. Daarom benoemde hij deze als de Struthiosaurinae. De klade werd gedefinieerd als de groep bestaande uit Europelta en alle soorten nauwer verwant aan Europelta dan aan Cedarpelta, Peloroplites, Sauropelta of Edmontonia.
De klade zou verschillende synapomorfieën bezitten, gedeelde afgeleide eigenschappen. Het predentarium is smal. Het quadratum maakt een hoek van minder dan 30° met het schedeldak. Het quadratum heeft gewrichtsknobbels die samen driemaal overdwars breder zijn dan lang. Premaxillaire en dentaire tanden bevinden zich nabij de symfyse van het predentarium. Het heiligbeen is gewelfd. Het schouderblad heeft een processus acromialis midden boven de beennaad tussen het schouderblad en het ravenbeksbeen. Het zitbeen is recht met een rechte bovenrand. De ledematen zijn relatief lang en slank. Er is een heupschild aanwezig. De platen van het heupschild hebben rechte kielen en platte bases.
De groep bestaat uit vrij basale vormen uit het Krijt van Europa. Europelta is de oudste bekende soort en dateert uit het Albien. De andere soorten stammen uit het Opper-Krijt. De Struthiosaurinae zijn volgens Kirkland de zustergroep van de Noord-Amerikaanse Nodosaurinae.